# Tobi Ogunmola
Pour les articles homonymes, voir Ogunmola.
Tobi Ogunmola (né le 20 juin 1992 à Enugu) est un athlète nigérian, spécialiste du 400 mètres.

## Biographie
Il remporte la médaille de bronze du relais 4 × 400 m lors des championnats d'Afrique de 2010, à Nairobi au Kenya. En 2011, il s'adjuge la médaille d'argent du 400 m au cours des Jeux africains de Maputo, au Mozambique, devancé par le Soudanais Rabah Yousif.

### Palmarès
| Date | Compétition            | Lieu    | Résultat | Épreuve   | Performance |
| ---- | ---------------------- | ------- | -------- | --------- | ----------- |
| 2010 | Championnats d'Afrique | Nairobi | 3e       | 4 × 400 m |             |
| 2011 | Jeux africains         | Maputo  | 2e       | 400 m     | 45 s 82     |

### Records
| Épreuve | Performance | Lieu   | Date              |
| ------- | ----------- | ------ | ----------------- |
| 400 m   | 45 s 82     | Maputo | 13 septembre 2011 |